# Шлойзегрунд
Шлойзегрунд (нем. Schleusegrund) — община в Германии, в земле Тюрингия. 
Входит в состав района Хильдбургхаузен.  Население составляет 3053 человека (на 31 декабря 2010 года). Занимает площадь 58,87 км².
Коммуна подразделяется на 5 сельских округов.

## Фотографии

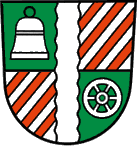
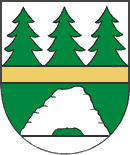
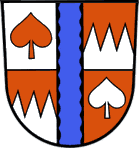
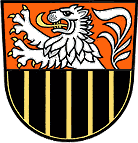
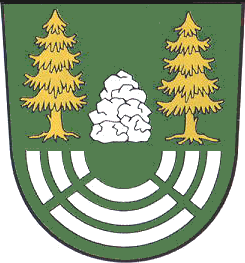